# Kanton Charleville-Mézières-4
Der Kanton Charleville-Mézières-4 ist ein französischer Wahlkreis im Département Ardennes in der Region Grand Est. Er umfasst einen Teilbereich der Stadt Charleville-Mézières und eine weitere Gemeinde im Arrondissement Charleville-Mézières. Durch die landesweite Neuordnung der französischen Kantone wurde er 2015 neu geschaffen.

## Gemeinden
Der Kanton besteht aus zwei Gemeinden und Gemeindeteilen mit insgesamt 14.159 Einwohnern (Stand: 1. Januar 2022) auf einer Gesamtfläche von 12,42 km²:
| Gemeinde                      | Einwohner 1. Januar 2022 | Fläche km² | Dichte Einw./km² | Code INSEE | Postleitzahl |
| ----------------------------- | ------------------------ | ---------- | ---------------- | ---------- | ------------ |
| Charleville-Mézières          | 12.512                   | 5,63       | 2.222            | 08105      | 08000        |
| La Francheville               | 1.647                    | 6,79       | 243              | 08180      | 08000        |
| Kanton Charleville-Mézières-4 | 14.159                   | 12,42      | 1.140            | 0807       | –            |

1. ↑   Nur der südliche Teil der Gemeinde, der Rest verteilt sich auf die Kantone Charleville-Mézières-1, Charleville-Mézières-2 und Charleville-Mézières-3.

## Politik
| Vertreter im Departementrat | Vertreter im Departementrat            | Vertreter im Departementrat |
| Amtszeit                    | Namen                                  | Partei                      |
| --------------------------- | -------------------------------------- | --------------------------- |
| 2015–2021                   | Jean-François Leclet Marie-Josée Moser | UDI                         |
| 2021–                       | Eddy Czarny Marie-Josée Moser          | DVG UDI                     |